# Drage (fabeldyr)
 Der er for få eller ingen kildehenvisninger i denne artikel, hvilket er et problem. Du kan hjælpe ved at angive troværdige kilder til de påstande, som fremføres i artiklen.

 For alternative betydninger, se drage. (Se også artikler, som begynder med drage)
En drage er et fabeldyr oftest set i eventyr. De er som regel onde, og de må bekæmpes med list eller i åben kamp. Drager er meget stærke og farlige. De kan ofte spy ild og flyve. Belønningen for at dræbe dragen er i nogle historier den skat, den ruger over. I andre historier (ofte eventyr) er der en prinsesse, der skal reddes. 

## I kristendommen
Indenfor kristendommen er dragen ofte blevet portrætteret som et ubetinget ondt væsen og er et symbol på Satan.  På det ubevidste plan symboliserede dragen også den katolske kirkes nonneklostre, da mange adelsmænd ikke havde mulighed for at gifte sig med en kvinde af deres egen stand, fordi adelens kvinder blev sat i kloster. Men hvis en adelsmand kunne lokke en ung kvinde væk fra et kloster ligesom en ridder, som redder en kvinde fra at blive ædt af en drage, så kunne han gifte sig standsmæssigt.
Sankt Jørgen skal have reddet en by fra en drage, der åd får og i mangel på får, åd den jomfruer. Sankt Jørgen kommer netop som dragen skal fodres med en prinsesse. Han dræber dragen med et enkelt stød af sin lanse. Som belønning giver kongen ham prinsessen og det halve kongerige, men Jørgen siger "nej", for man skal ikke have belønning for gode gerninger.

## I nordisk mytologi
I den nordiske mytologi betegnes dragen også som Orm eller Lindorm. 
- I sagnet om Sigurd Fafnersbane er Fafner en ond drage, der spyr gift. Sigurd må bruge både list og styrke for at besejre den og vinde skatten og pigen, der begge bevogtes af dragen.
- I den nordiske mytologi ligger dragen Nidhug og gnaver af verdenstræet Yggdrasils rødder.
- Den største drage i Nordisk mytologi er Midgårdsormen, som strækker sig hele vejen rundt om jordskiven.
- Regner Lodbrog dræber en orm med et spyd, imens han er beskyttet imod giften af en lodendragt rullet i tjære og sand.
- Kong Frode dræbte som prins en orm, som viste sig at være en dødning.

## Symbolik
Fynske Livregiments våbenmærke var en lindorm. Som historien er blevet berettet for de værnepligtige i tidens løb, lever den lindorm, der indgår i regimentetsmærket, i Langesø på Fyn.

## I moderne fiktion
I mange fantasy-historier præsenteres drager som værende både gode og onde, og meget intelligente væsener, med evnen til at udøve magi.
Blandt værker med drager i moderne vestlig litteratur kan nævnes Troldmanden fra Jordhavet af Ursula K. Le Guin, Tolkien's Hobbitten og Astrid Lindgrens Brødrene Løvehjerte.